# Liste der Kulturgüter in Liechtenstein

Gemeinden im Fürstentum Liechtenstein

Die Liste der Kulturgüter in Liechtenstein bietet eine Übersicht zu Verzeichnissen von unter Schutz gestellten Kulturgütern in den elf Gemeinden des Fürstentums Liechtenstein.

## Geordnet nach Gemeinden in alphabetischer Reihenfolge
- Liste der Kulturgüter in Balzers
- Liste der Kulturgüter in Eschen
- Liste der Kulturgüter in Gamprin
- Liste der Kulturgüter in Mauren
- Liste der Kulturgüter in Planken
- Liste der Kulturgüter in Ruggell
- Liste der Kulturgüter in Schaan
- Liste der Kulturgüter in Schellenberg
- Liste der Kulturgüter in Triesen
- Liste der Kulturgüter in Triesenberg
- Liste der Kulturgüter in Vaduz